# Iglesia de Santa María (Guecho)

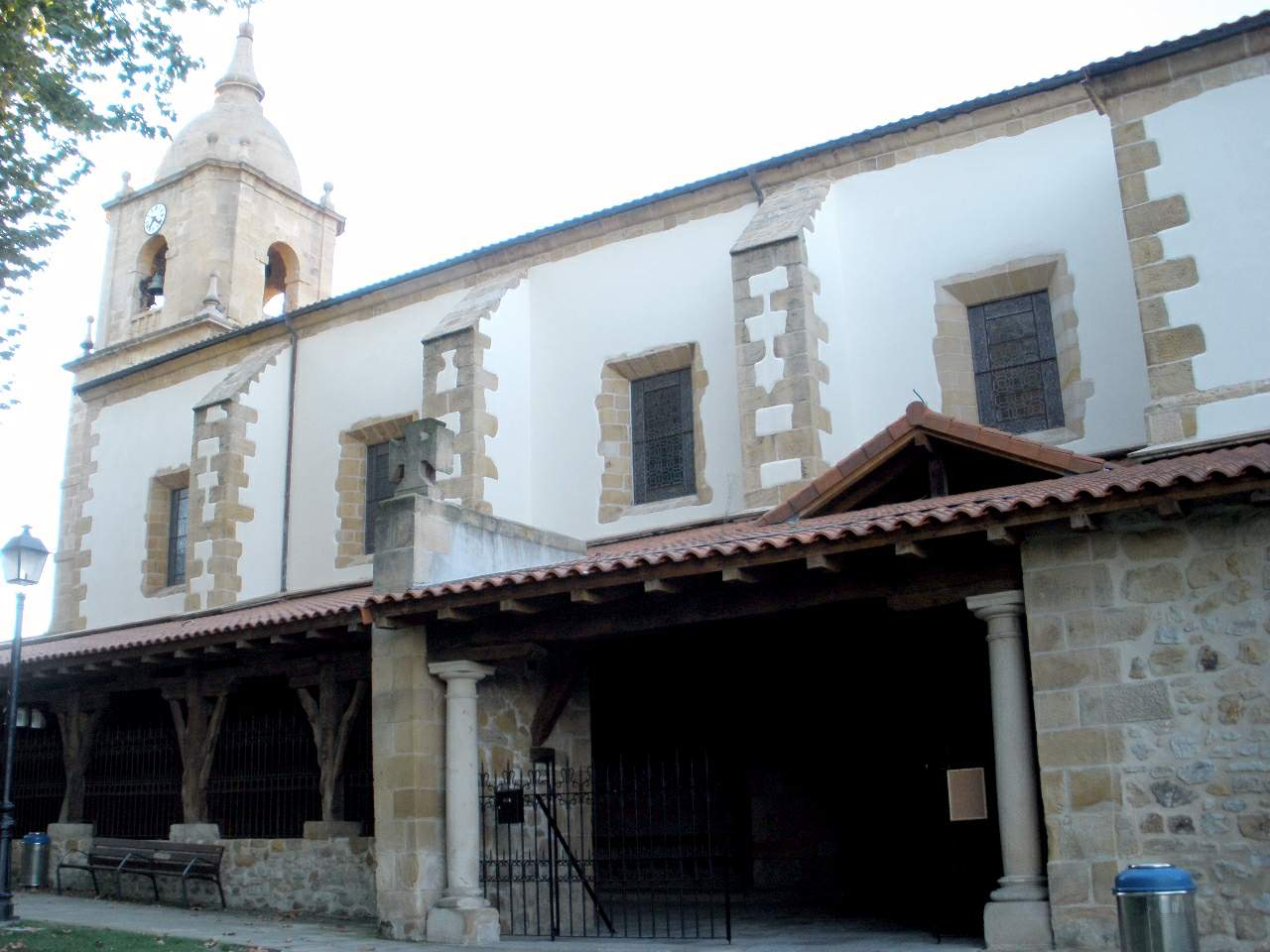

La iglesia de Santa María representa el núcleo fundacional del municipio de Guecho (Vizcaya, España) y posee un valor histórico radicado en la antigüedad de su origen, siglo XII, y en haber formado parte de la historia religiosa, social y humana de Guecho.
Se trata de una iglesia rural del barroco severo, sin ornamentos. 

## Descripción
Es un templo de cruz latina de cuatro tramos más cabecera poligonal y crucero. La torre, levemente desplazada, consta de cuatro cuerpos con remate en cúpula. El acceso principal se presenta lateralmente, en orientación sur y está protegido por un pórtico de pies derechos de madera que actúa como espacio previo de acogida. En el mismo emplazamiento se situó la primitiva iglesia románica.

### Fachadas
La iglesia de Santa María orienta su fachada principal hacia un espacio abierto, elevado respecto el nivel de la calle de acceso.
La fachada sur presenta dos escalas diferentes: el propio muro de la iglesia y el volumen del pórtico de acceso. El muro de la iglesia es de mampostería desnuda de piedra caliza y muestra contrafuertes con esquinales de sillería de arenisca. Entre los contrafuertes se abren vanos abocinados. Es un orden sobrio donde se aprecia el crucero de modestas dimensiones. En un primer plano, y en menor escala, cobra presencia la cubierta de teja cerámica curva del pórtico. El pórtico se cierra por un basamento de piedra caliza que recoge pies derechos de madera y una verja de hierro forjado. La entrada se fija mediante dos columnas. El pórtico marca un tratamiento diferencial sobre el muro de la iglesia, ya que su superficie cubierta es de sillería de piedra arenisca. El pórtico da servicio a la entrada principal sobre la que se sitúa un escudo de la familia Martiartu, una mesa ceremonial de piedra y una entrada secundaria bajo la torre.
En la fachada oeste destaca la torre de sillería de la iglesia. En su muro exterior están grabados los nombres de 166 solares de Guecho por orden alfabético, el escudo del municipio y una inscripción. En la base de la torre existe un osario, formando un solo panteón con dos lápidas funerarias, una de ellas con símbolos masónicos. A la derecha de la torre existe un pequeño edificio a dos aguas de mampostería, anexo desordenado entre la torre y el lateral del pórtico.
La fachada longitudinal norte es un paño prácticamente ciego que refleja las dimensiones de la iglesia. Es un muro pobre, con un revoco de mortero que muestra parcialmente la mampostería. Los contrafuertes expresan la verticalidad de la iglesia. Uno de ellos, el más cercano a la torre, es de mayores dimensiones, exento y tiene un arco. En el muro hay dos vanos dispuestos arbitrariamente: uno pequeño a media altura y otro próximo al suelo. Ambos vanos poseen elementos de origen románico en sus fustes y basas. Una entrada secundaria cubierta se corresponde a eje con la entrada principal.
Al este, junto a la carretera y elevada sobre ésta, se observa el ábside de forma octogonal y el crucero de cortas dimensiones, ambos sin vanos. A la izquierda del ábside, un cuerpo más bajo cumple funciones auxiliares. La fachada tiene áreas revocadas y otras donde el revoco ha sido eliminado.

### Interior
Pasando al interior, la iglesia es una única nave de mampostería vista con bóveda de lunetos en albañilería guarnecida en blanco y cinco arcos fajones de sillería, recogidos por pilastras de sillería. Se forma una cruz latina con un crucero de corta longitud. El presbiterio acoge en sus muros desnudos un Cristo central en madera policromada. Se aprecia un vano, actualmente cegado, sobre el Cristo.
El arco fajón que limita el crucero y el presbiterio tiene una clave con escudo de los Ossorio.
El interior es de gran austeridad, con escasa ornamentación: una figura de la Virgen con Niño de madera policromada de influencia flamenca y pila bautismal. Al fondo de la nave una entreplanta de hormigón acoge un órgano. Es un área de transición a la torre.
En el muro norte se encuentran dos vanos románicos de medio punto. Uno de ellos, con arquivoltas y abocinado, está cegado al interior. El otro es adovelado y apoya sobre columnas.

### Materiales
En cuanto a los materiales utilizados para los acabados, el aparejo de las bóvedas ha sido revocado y encalado, los muros no tienen revoco y muestran la mampostería existente y el suelo se cubre con entablado de madera de grandes dimensiones.